# Justyna Ziółkowska
Justyna Mirosława Ziółkowska – polska psycholog, dr hab. nauk społecznych, adiunkt II Wydziału Psychologii SWPS Uniwersytetu Humanistycznospołecznego z siedzibą w Warszawie i Katedry Nauk Humanistycznych Wydziału Zamiejscowego we Wrocławiu Szkoły Wyższej Psychologii Społecznej w Warszawie.

## Życiorys
W 2005 ukończyła studia psychologiczne na Uniwersytecie Opolskim, 22 września 2009 obroniła pracę doktorską Doświadczenie choroby a kryteria diagnostyczne. Analiza dyskursu wywiadów psychiatrycznych z pacjentami ze wstępnymi diagnozami zaburzeń depresyjnych (promotor: Dariusz Galasiński). 20 grudnia 2016 habilitowała się na podstawie pracy zatytułowanej Samobójstwo. Analiza narracji osób po próbach samobójczych.
Została zatrudniona na stanowisku adiunkta na II Wydziale Psychologii SWPS Uniwersytetu Humanistycznospołecznego z siedzibą w Warszawie i w Katedrze Nauk Humanistycznych na Wydziale Zamiejscowym we Wrocławiu Szkoły Wyższej Psychologii Społecznej w Warszawie. Jej zainteresowania naukowe koncentrują się na analizie dyskursu praktyk medycznych, doświadczenia choroby psychicznej oraz myśli i zachowań samobójczych.
Była członkiem Rady Młodych Naukowców (Organy Opiniodawczo-Doradcze Ministra), Ministerstwa Nauki i Szkolnictwa Wyższego.